# Everhard II (graaf van Limburg Hohenlimburg)
Everhard II ridder van Limburg Hohenlimburg (1298 - 11 november 1344) was de oudste zoon van Diederik II graaf van Limburg Hohenlimburg en Irmgard van Greifenstein. Hij overleed twintig jaar eerder dan zijn vader en was bij leven formeel geen graaf van Limburg. Everhard's oudste zoon Diederick III volgde zijn grootvader op als graaf van Limburg. 

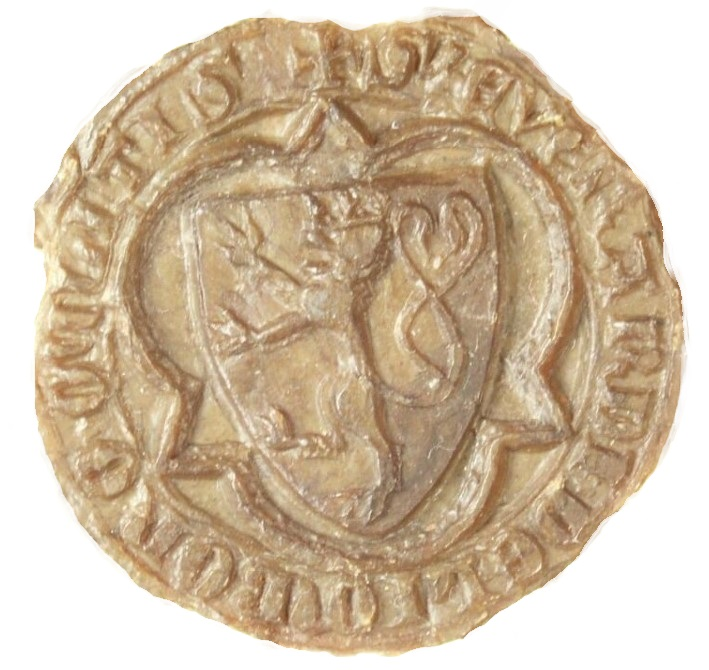
Waszegel Everhard II van Limburg Hohenlimburg 1340

## Levensloop

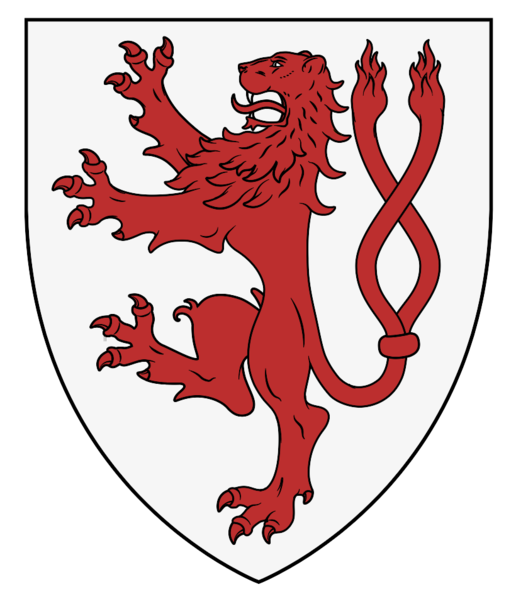
Leeuw van Limburg Hohenlimburg met kenmerkende dubbele staart op wapenschilden en muntslag

Everhard II, ridder wordt als oudste zoon en beoogd opvolger sinds 1324 samen met zijn broers Kraft en Diederik, genoemd in oorkonden van hun vader. Maar door zijn vooroverlijden heeft Everhard het graafschap niet zelfstandig als graaf bestuurd. Hij huwde omstreeks 1326 met zijn achternicht Jutta van Sayn, dochter van Engelbrecht II graaf van Sayn Homburg. Zij kregen twee zonen Diederik en Johan. Hun ooms Hendrik en Diederik waren eerder zonder nakomelingen overleden, terwijl oom Kraft domkanunnik was van het sticht Essen. Daarom zouden de broers in 1364 erfgenaam worden van hun grootvader. Oom Kraft, zorgde toen als mederegent en voogd van zijn neven, voor de overdracht van het graafschap.

#### Patronaat van Mülheim
In mei 1330 ontstaat een juridisch geschil met neven, de heren van de heerlijkheid Stirum en naaste verwant de heer van de heerlijkheid Broich. De inzet was het patronaat van de kerk van Mülheim. Op verzoek van bemiddelaars, deed na bestudering van oude rechten, de rechter van Kettwick op 29 mei 1330 uitspraak ten gunste van graaf Diederik en zoon Everhard. Deze kwestie zou nog lange tijd aanleiding blijven voor conflicten en rechtszaken. Dat duurde tot in de 17e eeuw toen bleek dat er ook een land bestuurlijk politiek element aan zat. In 1333 zijn vader en zoon Van Limburg als borgen betrokken bij een uit de hand gelopen conflict binnen de familie Van Münster over grondeigendommen. Hun zuster Else, haar kinderen en echtgenoot Herman van Münster, waren daarbij betrokken.  

#### Begin van Honderdjarige Oorlog (1337-1453)
Everhard was in de eerste helft van de 14 eeuw als ridder betrokken bij menig gewapend treffen. Hij werd op 26 mei 1337 vazal van de jonge Engelse koning Eduard III, kleinzoon van de Franse koning Filips de Schone, bondgenoot in diens strijd tegen de koning Filips VI van Frankrijk. Graaf Reinoud II, “de Zwarte” van Gelre, was enkele jaren eerder met de zuster van Eduard gehuwd. Hij trad in de Neder Rijnstreek op als een soort van koppelbaas voor zijn zwager, om edelen als vazal voor Eduard te werven. Op 26 mei “Datum apud Westmonasterium vicesimo sexto Maii” kreeg hij opdracht om Everhard 100 kleine Florijnen uit te betalen. Nog voordat een zeer grote pestepidemie (1348-1350) in West-Europa uitbrak, overleed Everhard II op 11 november 1344.

#### Opvolging
Zijn vader Diederik II zorgt dat schoondochter Jutta, haar jonge zonen Diederik en Johan met “manscappen” op het goed Steynhus in Heyst nabij Essen kunnen gaan wonen. Zij krijgt daarbij de beschikking  over 1/3 deel van de opbrengst van het landgoed te Brockhusen. Jutta van Sayn overleed in 1380 op de hoge leeftijd van ruim 80 jaar oud. Inmiddels was haar zoon opgevolgd als graaf Diederik III van Limburg Hohenlimburg en Broich en Johan als Johan I heer van Limburg Hardenberg, een heerlijkheid tussen de rivier de Ruhr en de Wupper.

## Huwelijk en nakomelingen
Everhard II van Limburg Hohenlimburg was gehuwd met Juta van Sayn en kreeg twee zonen Diederik en Johan. 
- Diederick ca. 1328 – 18 mei 1401 Huwde op 3 juli 1371 met Lukardis erfdochter van Broich. Hij werd graaf Diederick III van Limburg Hohenlimburg, tevens heer van de Heerlijkheid Broich en Ambtman te Angermude.
- Johan ca. 1332 – 4 juli 1410, Huwde Petronella van Lethmate. Hij werd heer van de heerlijkheid Hardenberg in Westfalen, nabij de plaats Neviges, woonde er op het slot Hardenberg en was met zijn broer Diederik, mede gerechtigde van de burcht Hohenlimburg.